# The Librarian (film 1912)
The Librarian è un cortometraggio muto del 1912. Il nome del regista non viene riportato nei credit del film.

## Produzione
Il film fu prodotto dalla Edison Manufacturing Company.

## Distribuzione
Distribuito dalla General Film Company, il film - un cortometraggio di una bobina - uscì nelle sale cinematografiche statunitensi il 9 agosto 1912. Il 6 dicembre dello stesso anno, fu distribuito anche nel Regno Unito.